# Internal Affairs
Internal Affairs (bra: Justiça Cega; prt: Ligações Sujas) é um filme norte-americano de 1990, dos gêneros policial e suspense, dirigido por Mike Figgis.